# Municipio de Hartland (Minnesota)
El municipio de Hartland (en inglés: Hartland Township) es un municipio ubicado en el condado de Freeborn en el estado estadounidense de Minnesota. En el año 2010 tenía una población de 256 habitantes y una densidad poblacional de 2,76 personas por km².

## Geografía
El municipio de Hartland se encuentra ubicado en las coordenadas 43°48′13″N 93°27′53″O / 43.80361, -93.46472. Según la Oficina del Censo de los Estados Unidos, el municipio tiene una superficie total de 92.9 km², de la cual 92,84 km² corresponden a tierra firme y (0,06 %) 0,06 km² es agua.

## Demografía
Según el censo de 2010, había 256 personas residiendo en el municipio de Hartland. La densidad de población era de 2,76 hab./km². De los 256 habitantes, el municipio de Hartland estaba compuesto por el 98,05 % blancos, el 0,39 % eran amerindios y el 1,56 % eran de una mezcla de razas. Del total de la población el 0 % eran hispanos o latinos de cualquier raza.